# Aethopyga gouldiae
Aethopyga gouldiae е вид птица от семейство Nectariniidae.

## Разпространение
Видът е разпространен в Бангладеш, Бутан, Китай, Индия, Лаос, Мианмар, Непал, Тайланд и Виетнам.